# 陳慧紀
陳慧紀（？—590年代），字元方，吴兴郡长城县（今浙江长兴）人，南北朝南梁、南陳、隋朝官员，南陳宗室。
陳慧紀是陳武帝陳霸先的從孫，他涉獵不少書史，恃著自己的才學任性使氣。陳霸先討伐侯景時他跟隨，配備兵馬，也陪同陳霸先討伐杜龕，南梁期間他獲任為貞威將軍、通直散騎常侍。陳武帝建立陳朝後，陳慧紀在永定二年（558年）獲封宜黃縣開國侯，食邑五百戶，擔任黃門侍郎。陳文帝繼位，他轉任安吉縣縣令，遷官明威將軍軍副。當時司空章昭達征討安蜀城，陳慧紀出任水軍都督，在荊州燒毀青泥連結的船隻。臨海王陳伯宗即位，他在光大元年（567年）因功除授持節、通直散騎常侍、宣遠將軍、豐州刺史，增加食邑到一千戶。
太建九年（577年），吳明徹北伐失敗，以陳慧紀擔任持節、智武將軍、緣江都督、兗州刺史，增加食邑到二千戶。北周軍隊乘勝追擊，在攻佔的淮南江外騷擾，他召集士兵從海路回建鄴，不久除授使持節、散騎常侍、宣毅將軍、都督郢巴二州諸軍事、郢州刺史，增加食邑到二千五百戶。陳後主至德二年（584年），陳慧紀遷官使持節、散騎常侍、雲麾將軍、都督荊信二州諸軍事、荊州刺史，賜一名伎女，再增邑食邑到三千戶。禎明元年（588年），西梁蕭琮的尚書左僕射安平王蕭巖、晉熙王蕭瓛率領二萬多人向陳慧紀請降，他以士兵迎接，同年以接應降軍的功勞加侍中、金紫光祿大夫、開府儀同三司、征西將軍，增食邑到六千戶。。
隋朝軍隊越過長江攻打南陳，清河公楊素率軍走過巴峽，陳慧紀派遣南康太守呂忠肅和將領陸倫拒守，結果戰敗。楊素進據馬頭，同時隋朝將領韓擒虎及賀若弼也過江據守蔣山，他帶領三萬將士和一千多艘戰船沿江南下打算奪取台城；但在漢口被隋朝秦王楊俊阻截無法前進。陳慧紀聽聞呂忠肅戰敗，就燒掉公安的糧食，假裝引兵東下，推舉湘州刺史、晉熙王陳叔文為盟主，水軍都督周羅睺與郢州刺史荀法尚守衛江夏。建鄴被攻陷，隋晉王楊廣差遣使節以向陳慧紀的兒子陳正業勸降，又派使節樊毅勸降周羅睺，稱長江上流边城全部投降。於是他和巴州刺史畢寶一同哭著投降。他在隋朝依例授封儀同三司，其後去世。兒子陳正平有文采。

## 延伸阅读
[在维基数据编辑]
 《陳書/卷15》，出自姚思廉《陳書》
 《南史/卷65》，出自李延壽《南史》